# قباء ميري ديواني
قباء ميري ديواني هو أكبر معبد إيزيدي في العالم، ويقع في قرية آركناليش الأرمنية ضمن محافظة أرمافير، حيث يُشكّل الإيزيديون أكبر أقلية في المنطقة. تبعد قرية آركناليش نحو ٣٥ كيلومترًا غرب العاصمة يريفان. وتحتضن القرية أيضًا أول معبد إيزيدي في جمهوريات الاتحاد السوفييتي السابقة، وهو معبد الزيارة الذي شُيّد عام ٢٠١٢. منذ مذبحة شنكال، اكتسبت زيارة آركناليش ومعبد قباء ميري ديواني، الذي يعني اسمه تقريبًا "الجميع سوف يجتمعون معًا"، رمزية خاصة، كما قال خضر حاجيوان، نائب رئيس الاتحاد الوطني اليزيدي في يريفان.

## العمارة والرمزية

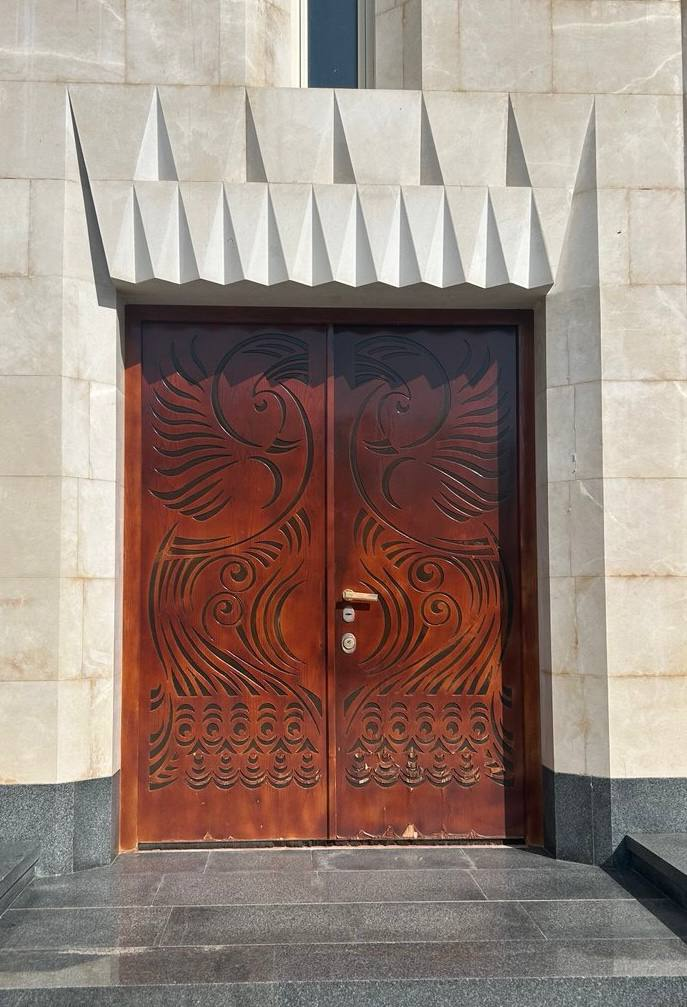
أبواب مدخل قباء مجرد ديوان

افتُتح المعبد في أيلول ٢٠١٩، بحضور نائب رئيس وزراء أرمينيا وعدد من المسؤولين الأرمينيين. وشُيّد المعبد باستخدام الغرانيت الأرمني والرخام الإيراني ، ويبلغ ارتفاعه ٢٥ مترًا. يتألف من سبع قباب تحيط بسقف مركزي مقبّب، ويحتوي على مدرسة دينية ومتحفًا. يُكرّس المعبد للملاك ملك طاووس والملائكة السبعة في العقيدة الإيزيدية، ويُعدّ ملك طاووس الشخصية الأهم في الثالوث المقدّس الإيزيدي، حيث يهيمن على كلّ الآلهة في البانثيون.
ترمز القبة العليا والقبب السبع المحيطة بها إلى الملائكة، وتزيّنها شموس ذهبية. استُوحي تصميم المعبد من معبد لالش في شمال العراق، أقدس المعابد الإيزيدية ومقصد الحجاج. بجوار المعبد، توجد مقبرة إيزيدية ، وفي حديقة التماثيل المقابلة له يوجد تمثال نادية مراد، الحائزة على جائزة نوبل، وتمثال يُكرّم أندرانيك أوزانيان، القائد العسكري الأرمني الذي حارب العثمانيين في أواخر ثمانينيات القرن التاسع عشر. كما يظهر صليب رسولي أرمني متشابك مع شمس الإيزيديين، في دلالة على الانسجام الديني.
يرى عالم الإثنوغرافيا هرانوش خاراتيان، الرئيس السابق لقسم شؤون الأقليات في الحكومة الأرمنية، أن المشروع يندرج ضمن محاولة أوسع من الإيزيديين لتثبيت عقيدتهم، وإنشاء مركز روحي لهم في البلاد لأول مرة.

## التمويل
بتمويل من ميرزا سلويان، وهو إيزيدي أرمني مقيم في روسيا، بُني قوبا ميري ديواني على بُعد أمتار من معبد الزيارة، الذي أُنشئ في عام ٢٠١٢ كأول معبد إيزيدي في أرمينيا. وقد صمّمه أرتاك غوليان ، أحد أبرز المعماريين في أرمينيا في مجال المباني الدينية، والمعروف أكثر بتصميم الكنائس الرسولية الأرمنية، منها الكاتدرائية الأرمنية الجديدة في موسكو، وأكثر من عشرين كنيسة أخرى، منها كاتدرائية في أبوفيان التي موّلها رجل الأعمال والسياسي غاجيك تساروكيان.

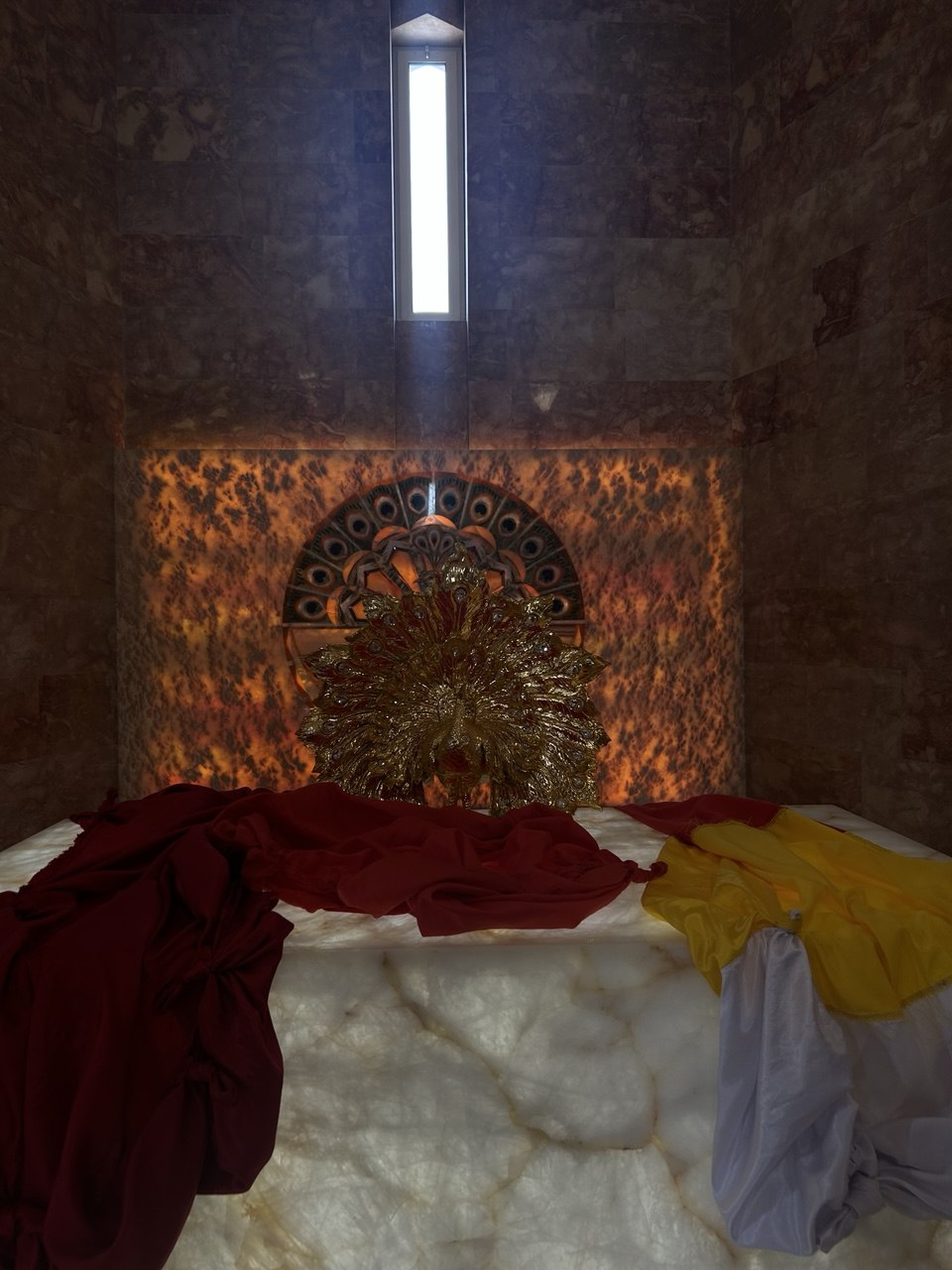
مذبح احتفالي يضم تمثال الطاووس الذهبي.

## التقاليد والمنظمات الاجتماعية الإيزيدية
يُعد الإيزيديون من أكبر الأقليات العرقية في أرمينيا، ويتّبعون عقيدة توحيدية قديمة تحمل عناصر من المسيحية والهندوسية واليهودية والصوفية والزرادشتية، إلى جانب موروثات من الوثنية الإيرانية. وفقًا لتعداد عام ٢٠٢٢ ، بلغ عدد الإيزيديين في أرمينيا ٣١٠٧٩ شخصًا، يتركّزون في المناطق الغربية والشمالية من جنوب القوقاز.
يحظى المعبد بأهمية خاصة في ترسيخ الهوية الإيزيدية في أرمينيا، إذ يُوفّر مكانًا للمجتمع لإقامة الطقوس مثل حفلات الزفاف والمناسبات الدينية الأخرى التي يقودها الشيوخ أو البير. يهدف الشيخ إلى أن يكون مرشدًا روحيًا لمريديه. بإمكانه تأليف أدعية لهم، أو فرض محرمات، ويُتوقّع منه أداء الطقوس نيابة عنهم في مناسبات مثل الولادة والزواج والوفاة. في المقابل، يُقدّم المريد مبلغًا سنويًا لشيخه، ويُظهر له احترامًا كبيرًا، ويخضع لسلطته بدرجة ما. تشمل طقوس الزفاف مراسم دورية وزيارات متبادلة ومراعاة للعادات. بعد الاتفاق، يذهب والدا العريس المستقبلي إلى منزل العروس لطلب يدها من والديها. تتم مراسم القسم حين يضغط الآباء أو الأقارب على إبهاميهم معًا في حضرة شيخ أو بير، متعهّدين بالحفاظ على وحدة العائلة مهما كلّف الأمر.
يُفترض أن يكون لكل إيزيدي بير وشيخ، ويُشكّل نظام العلاقات بين عائلات البيرات والشيوخ وباقي شرائح المجتمع جزءًا من شبكة العلاقات الاجتماعية المعقّدة التي تميّز المجتمع الإيزيدي. إلى جانب ذلك، يتمتّع المجتمع الإيزيدي بخصوصية ناتجة عن أسباب تاريخية وثقافية، إذ تعرّض تاريخيًا لاضطهاد شديد دفعه إلى تبنّي موقف دفاعي تجاه ذاته ومعتقداته.